# Cabo Jeremy
O cabo Jeremy é um cabo que marca o lado oriental da entrada norte para a Enseada George VI e a extremidade ocidental de uma linha dividindo a Terra de Graham e a Terra de Palmer, na Antártida. Foi descoberto pela Expedição Britânica da Terra de Graham (BGLE), 1934-37,  sob o comando de Rymill, que o batizou com o nome de Jeremy Scott, filho de J.M. Scott, que serviu como agente doméstico para a expedição e havia sido, anteriormente, membro da British Arctic Air Route Expedition (BAARE), uma expedição à Groenlândia.